# Biatlo nos Jogos Paralímpicos de Inverno de 2010 - Individual feminino
As competições individuais femininas nos Jogos Paraolímpicos de Inverno de 2010 foram disputadas no Parque Paraolímpico de Whistler em 17 de março.

## Medalhistas
| Medalha | Atletas sentadas    | Atletas em pé           | Deficientes visuais  |
| ------- | ------------------- | ----------------------- | -------------------- |
| Ouro    | RUS Maria Iovleva   | UKR Oleksandra Kononova | GER Verena Bentele   |
| Prata   | UKR Olena Iurkovska | RUS Anna Burmistrova    | RUS Liubov Vasilyeva |
| Bronze  | GER Andrea Eskau    | UKR Iuliia Batenkova    | RUS Mikhalina Lysova |

## Agenda
| Dia         | Horário (UTC-8) | Categoria           |
| ----------- | --------------- | ------------------- |
| 17 de março | 10:11           | Atletas em pé       |
| 17 de março | 12:09           | Atletas sentados    |
| 17 de março | 13:21           | Deficientes visuais |

## Resultados

### 10km para atletas sentadas
| Pos.              | Nº | Atleta                   | Tempo   | Diferença |
| ----------------- | -- | ------------------------ | ------- | --------- |
| Medalha de ouro   | 6  | RUS Maria Iovleva        | 38:46.6 |           |
| Medalha de prata  | 9  | UKR Olena Iurkovska      | 39:07.8 | +21.2     |
| Medalha de bronze | 2  | GER Andrea Eskau         | 39:54.2 | +1:07.6   |
| 4                 | 7  | UKR Lyudmyla Pavlenko    | 41:10.6 | +2:24.0   |
| 5                 | 1  | RUS Irina Polyakova      | 41:56.5 | +3:09.9   |
| 6                 | 3  | UKR Nadiia Stefurak      | 43:52.1 | +5:05.5   |
| 7                 | 8  | UKR Svitlana Tryfonova   | 45:04.2 | +6:17.6   |
| 8                 | 5  | UKR Tetyana Tymoshchenko | 46:26.9 | +7:30.3   |
| 9                 | 4  | RUS Svetlana Yaroshevich | 55:32.1 | +16:35.5  |

### 12,5km para atletas em pé
| Pos.              | Nº | Atleta                  | Tempo   | Diferença |
| ----------------- | -- | ----------------------- | ------- | --------- |
| Medalha de ouro   | 12 | UKR Oleksandra Kononova | 46:01.4 |           |
| Medalha de prata  | 10 | RUS Anna Burmistrova    | 48:04.0 | +2:02.6   |
| Medalha de bronze | 9  | UKR Iuliia Batenkova    | 48:22.5 | +2:21.1   |
| 4                 | 6  | POL Katarzyna Rogowiec  | 49:21.4 | +3:20.0   |
| 5                 | 2  | RUS Alena Gorbunova     | 49:29.4 | +3:28.0   |
| 6                 | 11 | FIN Maija Loytynoja     | 50:44.6 | +4:43.2   |
| 7                 | 8  | CAN Jody Barber         | 51:06.5 | +4:05.1   |
| 8                 | 3  | JPN Momoko Dedijima     | 51:30.2 | +5:29.8   |
| 9                 | 5  | USA Kelly Underkofler   | 51:44.1 | +5:43.7   |
| 10                | 7  | ITA Pamela Novaglio     | 52:31.9 | +6:30.5   |
| 11                | 4  | JPN Shoko Ota           | 53:37.8 | +7:36.4   |
| 12                | 1  | POL Arleta Dudziak      | 56:31.9 | +10:30.5  |

### 12,5km para Deficientes visuais
| Pos.              | Nº | Atleta                    | Tempo   | Diferença |
| ----------------- | -- | ------------------------- | ------- | --------- |
| Medalha de ouro   | 8  | GER Verena Bentele        | 43:57.3 |           |
| Medalha de prata  | 7  | RUS Liubov Vasilyeva      | 46:59.4 | +3:02.1   |
| Medalha de bronze | 9  | RUS Mikhalina Lysova      | 47:59.1 | +4:01.8   |
| 4                 | 3  | BLR Yadviha Skorabahataya | 49:00.2 | +5:02.9   |
| 5                 | 2  | RUS Tatiana Ilyuchenko    | 50:05.1 | +6:07.8   |
| 6                 | 6  | UKR Oksana Shyshkova      | 51:42.7 | +7:45.4   |
| 7                 | 1  | DEN Anne-Mette Bredahl    | 53:23.4 | +9:25.7   |
| 8                 | 4  | FRA Nathalie Morin        | 56:15.1 | +12:17.8  |
| 9                 | 5  | CAN Robbi Weldon          | 59:58.0 | +16:00.7  |

## Legenda
| Q   | Classificado (Qualified)       |
| DNS | Não largou (Did not start)     |
| DNF | Não terminou (Did not finish)  |
| DSQ | Desclassificado (Disqualified) |